# Karel Vaněk (politik)

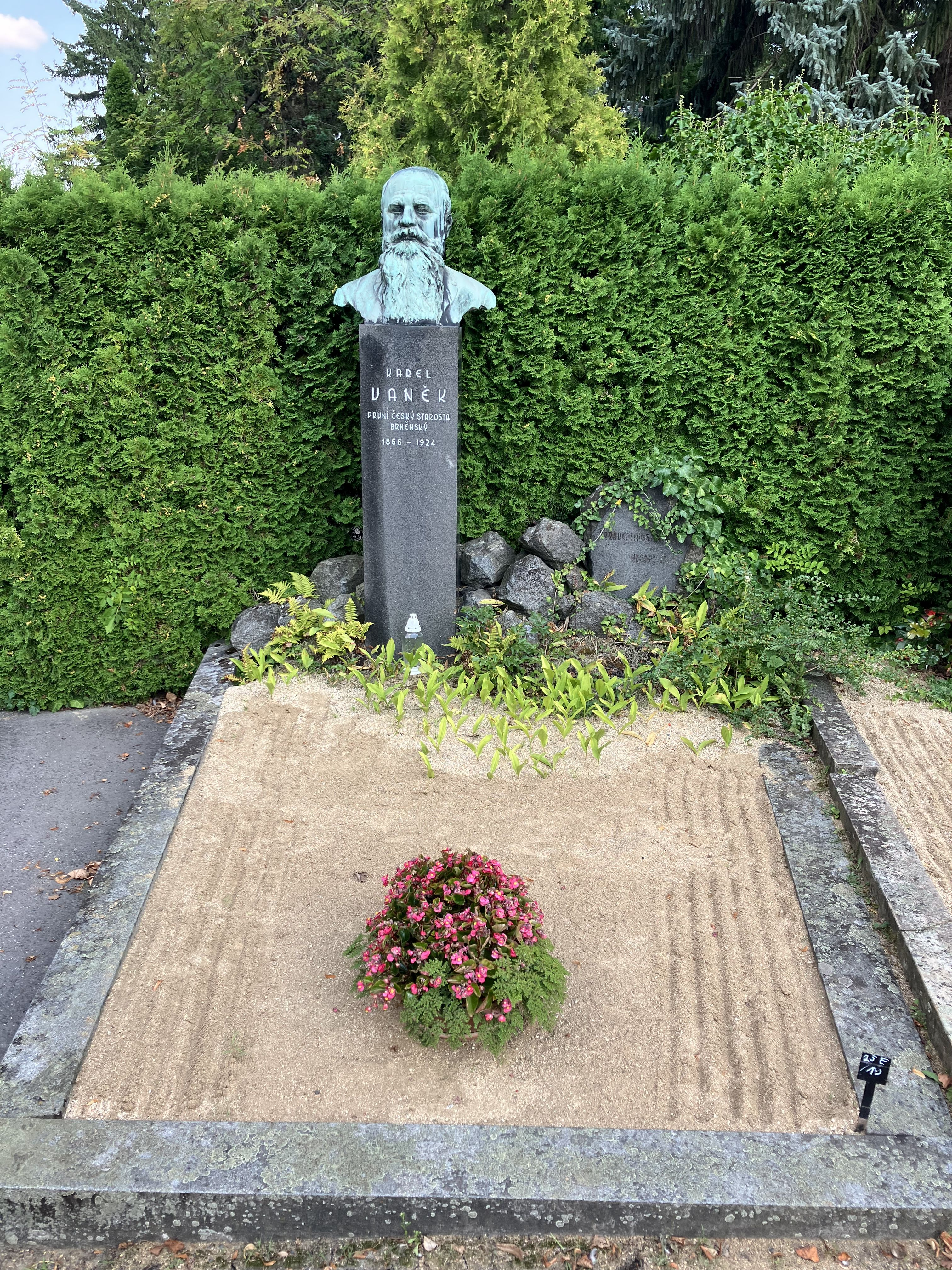
Hrob Karla Vaňka

Karel Vaněk (28. ledna 1866 Černý Kostelec – 23. února 1924 Brno) byl český a československý politik, poslanec Revolučního národního shromáždění za Československou sociálně demokratickou stranu dělnickou a první český starosta Brna.

## Biografie
Původní profesí byl truhlářem. Politicky aktivní byl již za Rakouska-Uherska. Už na počátku 90. let 19. století působil v Českoslovanské sociálně demokratické straně dělnické a jejím regionálním tisku. Byl tajemníkem nemocenské pokladny v Mladé Boleslavi a Praze.
Od roku 1901 byl ústředním tajemníkem sociálně demokratické strany v Praze, v období let 1901–1904 předsedal Dělnické akademii, patřil mezi hlavní organizátory Dělnické výstavy v Praze roku 1902. Pak se přesunul na Moravu, kde byl od roku 1903 tajemníkem všeobecné dělnické pokladny v Brně. Podle jiného zdroje se do Brna přestěhoval až roku 1905.
Ve volbách do Říšské rady roku 1911 se stal poslancem Říšské rady (celostátní parlament), kam byl zvolen za český okrsek Morava 23. Usedl do poslanecké frakce Klub českých sociálních demokratů. Ve vídeňském parlamentu setrval do zániku monarchie.
V zemských volbách roku 1906 byl zvolen na Moravský zemský sněm za všeobecnou českou kurii, obvod Boskovice, Svitavy, Šumperk atd. Podle jednoho zdroje byl zemským poslancem do roku 1918, v soupisu poslanců po zemských volbách roku 1913 ale nefiguruje.
V zemských volbách na Moravě roku 1913 byl jedním z iniciátorů takzvaného červeného bloku, kdy se několik sekulárních stran sdružilo a vzájemně podpořilo své kandidáty s cílem oslabit pozice katolického politického tábora. V roce 1916 byl členem Národního výboru. V říjnu 1918 se jako člen Moravského národního výboru podílel na přebírání moci v Brně. Za světové války patřil nejprve mezi přívržence prorakouského aktivismu Bohumíra Šmerala, roku 1917 se ale se Šmeralem názorově rozešel.
Po vzniku Československa zasedal v Revolučním národním shromáždění za Československou sociálně demokratickou stranu dělnickou. Mandátu se vzdal v květnu 1919. Byl profesí ředitelem nemocenské pokladny.
V únoru 1919 se stal ředitelem Všeobecné úrazové pojišťovny v Brně, po komunálních volbách v roce 1919, ve kterých zvítězili sociální demokraté, se stal prvním národnostně českým starostou Brna. Volby ale byly po krátké době zrušeny a město dál řídil vládní komisař Petr Kerndlmayer. V únoru 1920 se konaly nové volby a Vaněk se opět stal starostou. Dne 10. prosince 1920 se ovšem vzdal funkce v souvislosti s dělnickými nepokoji na Brněnsku.
Počátkem 20. let se přiklonil k levicovému křídlu v sociální demokracii a roku 1921 vstoupil do Komunistické strany Československa.
Zemřel v únoru 1924 na srdeční mrtvici. Ještě večer před svou smrtí se účastnil zasedání správní rady Vzájemnosti-Včely.
Je pohřben na Ústředním hřbitově v Brně, Čestný kruh, sk. 25e/hr. 19.